# Jorge Luengo
Jorge Luengo (Cáceres, 18 de febrero de 1984) es un ilusionista, mentalista y presentador español. Ha sido premio del mundial de ilusionismo, tras ganar en 2009 el Campeonato del Mundo de Magia de la FISM en la categoría de Invención en Pekín, y Premio Mundial al Talento de la Comisión Europea en 2010 en Bruselas.

## Biografía
Sus primeras actuaciones tuvieron lugar a la edad de 15 años. Empezó a actuar todas las semanas con un espectáculo fijo en su ciudad Cáceres. Antes de cumplir la mayoría de edad empezó a estudiar la primera de sus tres ingenierías.
En ese momento comenzó a actuar en una gran variedad de eventos por toda Europa: en el Museo del Louvre en París, en el Centro de Congresos Pierre Baudis en Toulouse y en el Estadio O2 en Praga.
Jorge Luengo trabajó como profesor de matemáticas durante casi tres años antes de dedicarse al ilusionismo en exclusiva. Desde entonces, ha aparecido en numerosos espectáculos de televisión. También se le conoce por haber hipnotizado en directo a gente de fama mundial como al piloto Marc Márquez.
Estudió tres ingenierías y también psicología y neuropsicología. Tuvo un programa propio en el canal Discovery Max, llamado Desafío Mental, (actualmente se encuentra en HBO).
En 2012, puso voz a un joven mago en Sorcery, un videojuego de PlayStation 3.
Como ilusionista, mentalista, mago y conferenciante también ha participado en diferentes programas de televisión de nacionales y ha actuado para personalidades como la familia Real Española, Rafael Nadal, Cristiano Ronaldo, Alejandro Sanz, Cristina Pedroche, Joaquín Sabina o Carlos Baute.
En televisión ha colaborado en los programas El hormiguero, Masterchef Celebrity X, Todo Va Bien, El show de Bertín, ¡Qué tiempo tan feliz!, Cabaret Olé, Hermano mayor, Hoy cocinas tú, La mañana (programa de La 1) o su propio programa Desafío Mental en el canal Discovery Max. Como invitado, también ha participado en Zapeando, Y_ahora_Sonsoles, Pasapalabra, tanto en su etapa en Telecinco como en Antena 3.
En 2018 publicó el libro Supertrucos mentales para la vida diaria.
En 2019 y 2020 presentó dos especiales de magia, 'La Estrella de la Navidad' y 'La Magia del Amor' en Telemadrid. También ha participado en diversos programas de Canal Extremadura como 'Extremadura Mágica' o 'Sígueme'.
Desde septiembre de 2020 es colaborador habitual del programa El show de Bertín en Canal Sur.
En 2023 publicó su segundo libro Aprendiz de mago el Misterio del Astrolabio. 
Desde junio de 2023 es colaborador habitual del programa José Mota Live show en TVE.
A partir de 2024 es colaborador del programa El Hormiguero en Antena 3.
En 2025 es concursante del programa Masterchef Celebrity X en TVE.

## Premios
Algunos premios que ha obtenido son:
- Premio Mundial de Invención en Pekín (2009)
- El Premio Mundial al Talento de la Comisión Europea (2010)
- Primer Premio Nacional de la Magia (España) (no se sabe el año ni si es cierto)
- Premio “De Pura Cepa”, al mejor mago del año (2013).[14]
- Premio “Extremeño de Hoy”, al mejor mago del año (2013).[15]